# Ceratopsia
Ceratopsia (în greaca veche: "fețe cornute") este un grup de dinozauri erbivori care au proliferat în America de Nord, Europa și Asia, în timpul perioadei Cretacic, deși forme ancestrale au trăit mai devreme, în Jurasic. Cel mai cunoscut ceratopsian timpuriu, Yinlong downsi, a trăit acum 161,2 - 155,7 milioane de ani în urmă. Ultima specie ceratopsiană, Triceratops prorsus, a dispărut în timpul Extincției Cretaic-Paleogen, acum 66 de milioane de ani.
Membrii timpurii ai grupului ceratopsian, cum ar fi Psittacosaurus, erau mici animale bipede. Ulterior, membrii, inclusiv ceratopsidele precum Centrosaurus și  Triceratops au devenit patrupede foarte mari și au dezvoltat coarne și gulere. În timp ce aceste gulere ar fi putut servi pentru a proteja gâtul vulnerabil de prădători, este posibil să fi avut rol și pentru termoreglare sau decor. Ceratopsienii au variat de la 1 metru și 23 kilograme la peste 9 metri și 9.100 kg.
Triceratops este de departe cel mai cunoscut ceratopsian pentru publicul larg. Este tradițional ca numele genurilor ceratopsiene să se termine în „-ceratops ”, deși nu este întotdeauna cazul. Unul dintre primele genuri numite a fost însuși Ceratops, care a dat numele grupului, deși astăzi este considerat un nomen dubium deoarece rămășițele sale fosile nu au anumite trăsături distinctive găsite la alți ceratopsieni.